# Angelo Boetti
Angelo Boetti (Torino, 7 giugno 1912 – Villalba, 17 gennaio 1938) è stato un militare e aviatore italiano, decorato di Medaglia d'oro al valor militare alla memoria nel corso della guerra civile spagnola.

## Biografia
Nacque a Torino il 7 giugno 1912. Conseguito il diploma presso l'Istituto magistrale di Udine, frequentò un corso per ottenere il brevetto di pilota civile sull'aerocentro da turismo di Torino conseguendolo l'11 maggio 1932. Arruolato per il servizio militare nella Regia Aeronautica fu dapprima inviato presso la Scuola militare di Grottaglie, e una volta promosso sergente fu assegnato alla 76ª Squadriglia del 7º Gruppo d'assalto. Nel marzo 1935 fu mandato presso la 2ª Squadriglia allenamento caccia della Scuola di Aviano. Richiamato in servizio a domanda e promosso sergente maggiore pilota nel luglio 1936, in forza alla 71ª Squadriglia, fu assegnato all'Aviazione Legionaria e nel mese di agosto mandato a combattere nella guerra di Spagna con il primo contingente della Squadriglia "Cucaracha", equipaggiata con i caccia Fiat C.R.32. Partecipò a numerose azioni belliche, venendo decorato con una croce di guerra al valor militare e trasferito in servizio permanente effettivo per merito di guerra. Cadde in combattimento nel cielo di Villalba (Teruel) il 17 gennaio 1938, e fu decorato con la medaglia d'oro al valor militare alla memoria.

### Fonti
1. 1 2 3 4 5 6  Combattenti Liberazione.
2. 1 2  Gruppo Medaglie d'Oro al Valor Militare 1965, p. 279.
3. 1 2  Ufficio Storico dell'Aeronautica Militare 1969, p. 67.
4. ↑  Medaglie d'oro al valor militare sul sito della Presidenza della Repubblica